# Binho Marques
Arnóbio Marques de Almeida Júnior (São Paulo, 29 de outubro de 1962), conhecido como Binho Marques é um educador e político brasileiro, filiado ao Partido dos Trabalhadores (PT). Foi governador do estado do Acre eleito entre 1 de janeiro de 2007 a 31 de dezembro de 2010.

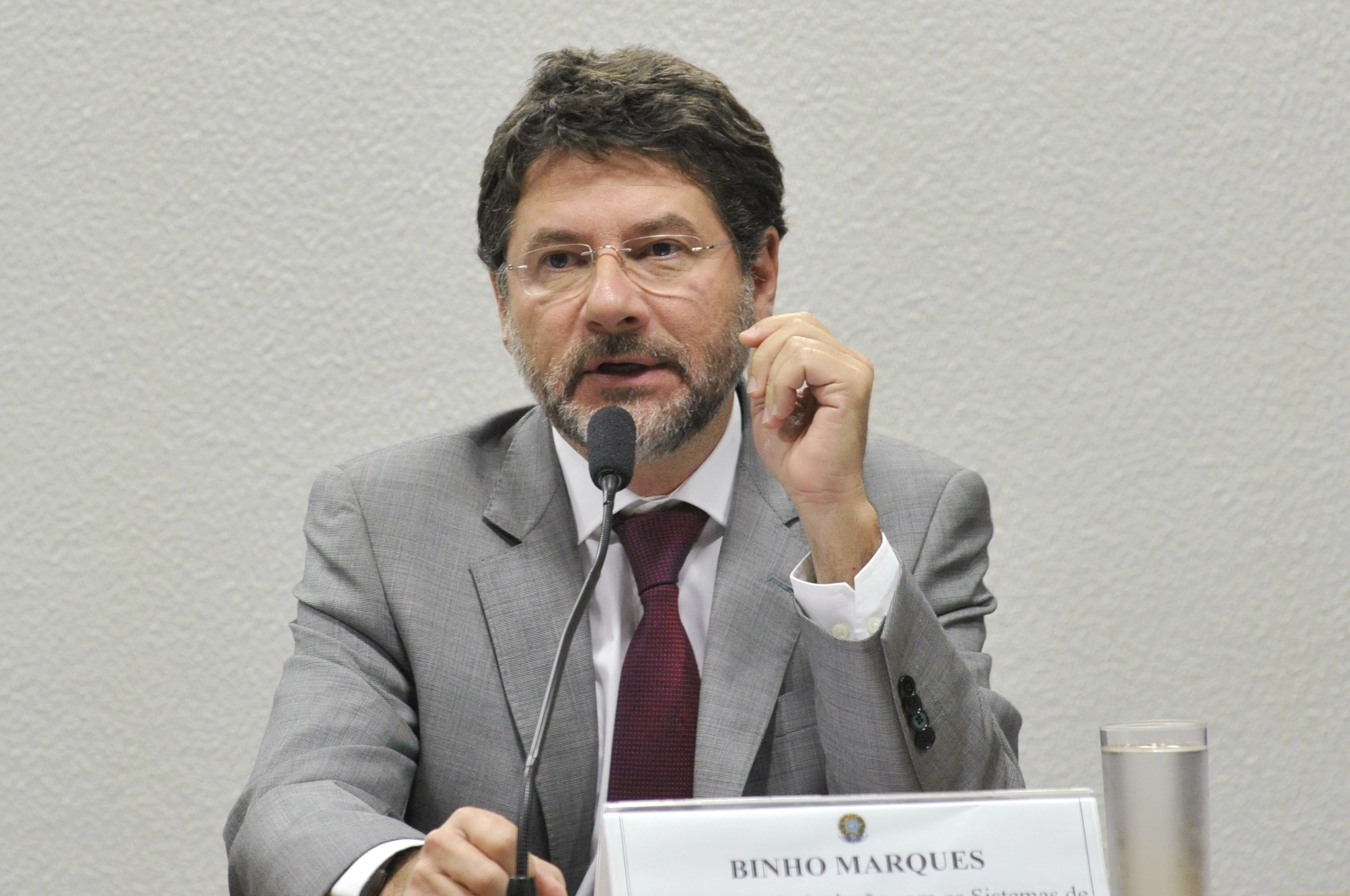
Binho Marques na Comissão de Educação do Senado